# Rollstuhlrugby

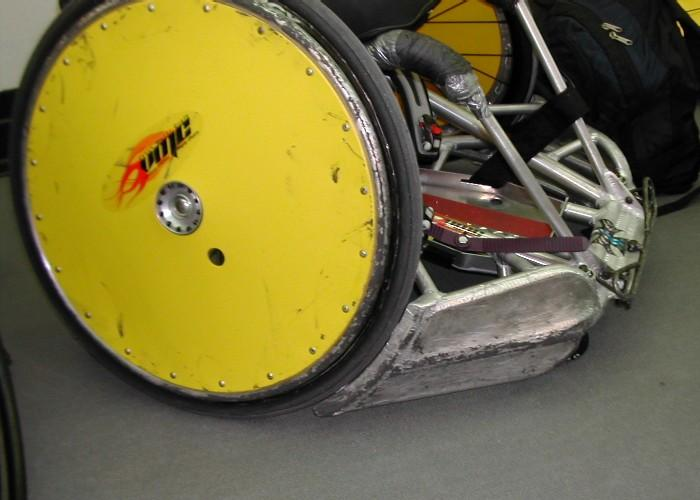
Rugbyrollstuhl

Rollstuhlrugby (engl. Wheelchair rugby) ist eine Mannschaftssportart für Athleten, die an mindestens drei Gliedmaßen eingeschränkt sind. Rollstuhlrugby wurde in den späten 1970ern in Kanada entwickelt, wird heutzutage in über zwanzig Ländern in der ganzen Welt gespielt und ist eine paralympische Sportart. In Kanada wurde es zunächst Murderball genannt.
In den USA wurde es dann Quad Rugby genannt. In den späten 1980ern wurde der Sport außerhalb der Vereinigten Staaten offiziell in Rollstuhlrugby umbenannt. Es ist ähnlich dem herkömmlichen Rugby und wird mit einer Art Volleyball gespielt. Von Kanada aus verbreitete es sich weiter nach den USA und über England nach Deutschland.

## Entstehungsgeschichte

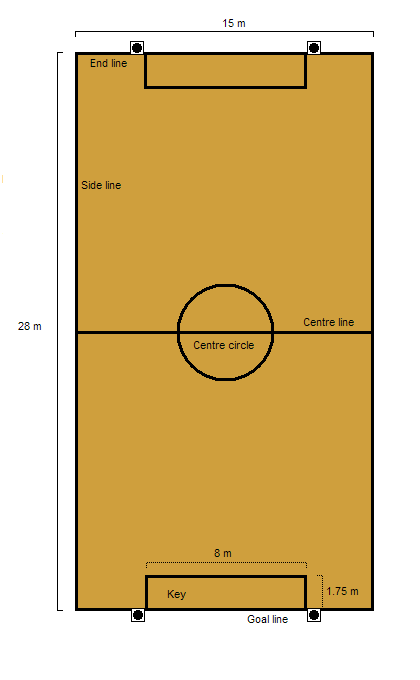
Spielfeld

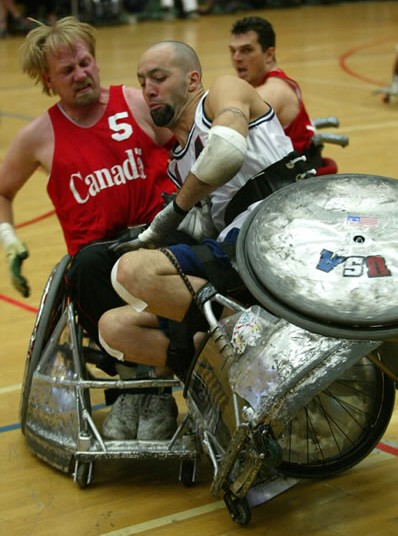
Spiel Kanada-USA

Rollstuhlrugby wurde ab 1976/1977 in Kanada entwickelt. Tetraplegiker sind beim Rollstuhlbasketball benachteiligt, da man beim Basketball gezielt werfen, fangen, gut und schnell fahren können muss. So entwickelten sie die Sportart Rollstuhlrugby. Zulässig sind hierfür Spieler mit Einschränkungen an mindestens drei Extremitäten (z. B. auch durch fehlende Gliedmaßen, Zerebralparese und Muskeldystrophie Betroffene). Körperkontakt ist hier nicht erlaubt, jedoch nahezu jeglicher Einsatz mit dem speziellen Rugbyrollstuhl.
Rasch etablierte sich die Sportart auch in den Vereinigten Staaten. Heute gibt es in Kanada und den USA einen voll organisierten Ligabetrieb mit über 45 Mannschaften. Neuseeland, Australien und England stellen hochqualifizierte Teams.
Anfang der 1990er Jahre wurde von Horst Strohkendl ein englisches Team nach Deutschland eingeladen, um Rollstuhlrugby vorzustellen. Rund um Heidelberg etablierte sich die erste deutsche Mannschaft und Rollstuhlrugby bekam auch in Deutschland einen organisatorischen Rahmen.
Mittlerweile gibt es eine europäische Champions League sowie drei Ligen in Deutschland, wobei die Basisliga in drei regionale Ligen (Süd, Nord und Ost) unterteilt ist.

## Meisterschaft und Ligen
Das weltweit größte Turnier ist das Bernd-Best-Turnier, das seit 2001 einmal jährlich in Köln ausgetragen wird. Hier treffen Teams aus ganz Europa und mittlerweile auch aus Nordamerika in allen Ligen aufeinander. Die Ligen unterteilen sich in „Basic League“ (entspricht Amateurliga), „Advanced League“ (entspricht 2. Bundesliga), „Professional League“ (entspricht 1. Bundesliga) und „Champions League“. Die Finales der Advanced-, Professional- und Champions-League werden jeweils im Internet übertragen.

## International
Die erste Weltmeisterschaft fand 1995 im Schweizer Paraplegiker-Zentrum in Nottwil statt. Schnell etablierte sich diese Sportart international. Regelmäßig finden Welt- und Europameisterschaften statt. International sind die USA, Kanada, Australien und Neuseeland die dominierenden Nationen. Japan hat mit einem dritten Platz an der WM 2010 und an den Paralympics 2016 für Aufmerksamkeit gesorgt. 2018 haben sie dann sensationell den WM-Titel geholt und gehörten damit zu dem erweiterten Favoritenkreis für die Sommer-Paralympics 2020, wo sie hinter Großbritannien & der USA Bronze gewannen. 
In Europa sind das britische Team und die Schweden führend.
Vom 24. Juni bis 2. Juli 2017 fanden in Koblenz die Europameisterschaften im Rollstuhlrugby statt, aus denen das Vereinigte Königreich vor Schweden als Sieger hervorging.
2024 wurde Japan Olympiasieger, die USA gewann Silber und Australien könnte das kleine Finale um die Bronzemedaille gegen Großbritannien für sich entscheiden. Deutschland wurde 8. und somit letzter des olympischen Turniers.

### Paralympics
Rollstuhlrugby ist seit 2000 eine paralympische Disziplin. 1996 war sie in Atlanta noch als Demonstrationswettbewerb im Programm.
| Jahr | Gastgeber                       | Paralympics            | Paralympics        | Paralympics        | Paralympics |
| Jahr | Gastgeber                       | 1. Platz               | 2. Platz           | 3. Platz           |             |
| ---- | ------------------------------- | ---------------------- | ------------------ | ------------------ | ----------- |
| 1996 | Atlanta (USA)                   | Vereinigte Staaten     | Kanada             | Neuseeland         |             |
| 2000 | Sydney (Australien)             | Vereinigte Staaten     | Australien         | Neuseeland         |             |
| 2004 | Athen (Griechenland)            | Neuseeland             | Kanada             | Vereinigte Staaten |             |
| 2008 | Peking (China)                  | Vereinigte Staaten     | Australien         | Kanada             |             |
| 2012 | London (Vereinigtes Königreich) | Australien             | Kanada             | Vereinigte Staaten |             |
| 2016 | Rio de Janeiro (Brasilien)      | Australien             | Vereinigte Staaten | Japan              |             |
| 2020 | Tokio (Japan)                   | Vereinigtes Königreich | Vereinigte Staaten | Japan              |             |
| 2024 | Paris (Frankreich)              | Japan                  | Vereinigte Staaten | Australien         |             |

| # | Land                   | Gold | Silber | Bronze |
| - | ---------------------- | ---- | ------ | ------ |
| 1 | Vereinigte Staaten     | 3    | 3      | 2      |
| 2 | Australien             | 2    | 2      | 1      |
| 3 | Neuseeland             | 1    | 0      | 2      |
| 3 | Japan                  | 1    | 0      | 2      |
| 5 | Vereinigtes Königreich | 1    | 0      | 0      |
| 6 | Kanada                 | 0    | 3      | 1      |

### Weltmeisterschaften
| Jahr | Gastgeber                 | Weltmeisterschaft  | Weltmeisterschaft  | Weltmeisterschaft  | Weltmeisterschaft |
| Jahr | Gastgeber                 | 1. Platz           | 2. Platz           | 3. Platz           |                   |
| ---- | ------------------------- | ------------------ | ------------------ | ------------------ | ----------------- |
| 1995 | Nottwil (Schweiz)         | Vereinigte Staaten | Kanada             | Neuseeland         |                   |
| 1998 | Toronto (Kanada)          | Kanada             | Vereinigte Staaten | Neuseeland         |                   |
| 2002 | Göteborg (Schweden)       | Kanada             | Vereinigte Staaten | Australien         |                   |
| 2006 | Christchurch (Neuseeland) | Vereinigte Staaten | Neuseeland         | Kanada             |                   |
| 2010 | Vancouver (Kanada)        | Vereinigte Staaten | Australien         | Japan              |                   |
| 2014 | Odense (Dänemark)         | Australien         | Kanada             | Vereinigte Staaten |                   |
| 2018 | Sydney (Australien)       | Japan              | Australien         | Vereinigte Staaten |                   |
| 2022 | Vejle (Dänemark)          | Australien         | Vereinigte Staaten | Japan              |                   |

| # | Land               | Gold | Silber | Bronze |
| - | ------------------ | ---- | ------ | ------ |
| 1 | Vereinigte Staaten | 3    | 3      | 2      |
| 2 | Kanada             | 2    | 2      | 1      |
|   | Australien         | 2    | 2      | 1      |
| 4 | Japan              | 1    | 0      | 2      |
| 5 | Neuseeland         | 0    | 1      | 2      |

### Europameisterschaften
| Jahr | Gastgeber                | Europameisterschaft    | Europameisterschaft    | Europameisterschaft    | Europameisterschaft |
| Jahr | Gastgeber                | 1. Platz               | 2. Platz               | 3. Platz               |                     |
| ---- | ------------------------ | ---------------------- | ---------------------- | ---------------------- | ------------------- |
| 1995 | Göteborg (Schweden)      | Vereinigtes Königreich | Schweden               | Niederlande            |                     |
| 1997 | Nijmegen (Niederlande)   | Schweden               | Vereinigtes Königreich | Deutschland            |                     |
| 1999 | Nottwil (Schweiz)        | Schweden               | Deutschland            | Vereinigtes Königreich |                     |
| 2003 | Lommel (Belgien)         | Vereinigtes Königreich | Belgien                | Deutschland            |                     |
| 2005 | Middelfart (Dänemark)    | Vereinigtes Königreich | Deutschland            | Schweden               |                     |
| 2007 | Espoo (Finnland)         | Vereinigtes Königreich | Deutschland            | Schweden               |                     |
| 2009 | Hillerød (Dänemark)      | Belgien                | Schweden               | Deutschland            |                     |
| 2011 | Nottwil (Schweiz)        | Schweden               | Vereinigtes Königreich | Belgien                |                     |
| 2013 | Antwerpen (Belgien)      | Schweden               | Dänemark               | Vereinigtes Königreich |                     |
| 2015 | Pajulahti (Finnland)     | Vereinigtes Königreich | Schweden               | Dänemark               |                     |
| 2017 | Koblenz (Deutschland)    | Vereinigtes Königreich | Schweden               | Frankreich             |                     |
| 2019 | Vejle (Dänemark)         | Vereinigtes Königreich | Dänemark               | Frankreich             |                     |
| 2022 | Paris (Frankreich)       | Frankreich             | Vereinigtes Königreich | Dänemark               |                     |
| 2023 | Cardiff (Großbritannien) | Frankreich             | Vereinigtes Königreich | Dänemark               |                     |

| # | Land                   | Gold | Silber | Bronze |
| - | ---------------------- | ---- | ------ | ------ |
| 1 | Vereinigtes Königreich | 7    | 3      | 2      |
| 2 | Schweden               | 4    | 4      | 2      |
| 3 | Belgien                | 1    | 1      | 1      |
| 4 | Frankreich             | 1    | 0      | 2      |
| 5 | Deutschland            | 0    | 3      | 3      |
| 6 | Dänemark               | 0    | 2      | 2      |
| 7 | Niederlande            | 0    | 0      | 1      |

## Weltrangliste
In der aktuellen Weltrangliste (Stand 12. Oktober 2024) führt die Japan vor Australien und den USA. Frankreich ist Vierter. Deutschland belegt den 9. Platz. Die Schweiz ist 12. und Österreich steht an 25. Stelle. Insgesamt werden momentan 25 Nationen mit Weltranglistenpunkten geführt.

## Trivia
- 2005 erschien mit Murderball ein Dokumentarfilm über das amerikanische Rollstuhlrugbyteam bei den Paralympics 2004 in Athen.